# 新北市立自強國民中學
- 關於更多名為自強國中的國民中學，請見「自強國中」。

新北市立自強國民中學（New Taipei Municipal Ziqiang Junior High School，簡稱ZQJH），簡稱自強國中，1990年8月1日創校，校址為新北市中和區莒光路191號，校地3.017公頃。

## 校史
- 1990年8月1日，台北縣立自強國民中學奉准成立。完成兩棟教學大樓與一樓專科教室。
- 1994年2月1日，8月成立附設補習學校，並完成兩棟教學大樓與一樓專科教室。
- 1995年辦理「技藝教育中心」、「啟智班」、「資源班」。
- 1996年成立「啟聰班」、「美術實驗班」。
- 1997年12月完成啟用技藝教育中心大樓。
- 2000年8月成立幼稚園。
- 2010年12月底，配合臺北縣升格直轄市改名為「新北市立自強國民中學」。
- 2014年5月，獲「推動科學教育有功獎」。同年10月，獲新北市102學年度友善校園績優學校。
- 2016年12月，獲選為國民中小學藝術與人文教學深耕計畫特優學校。

## 學校環境

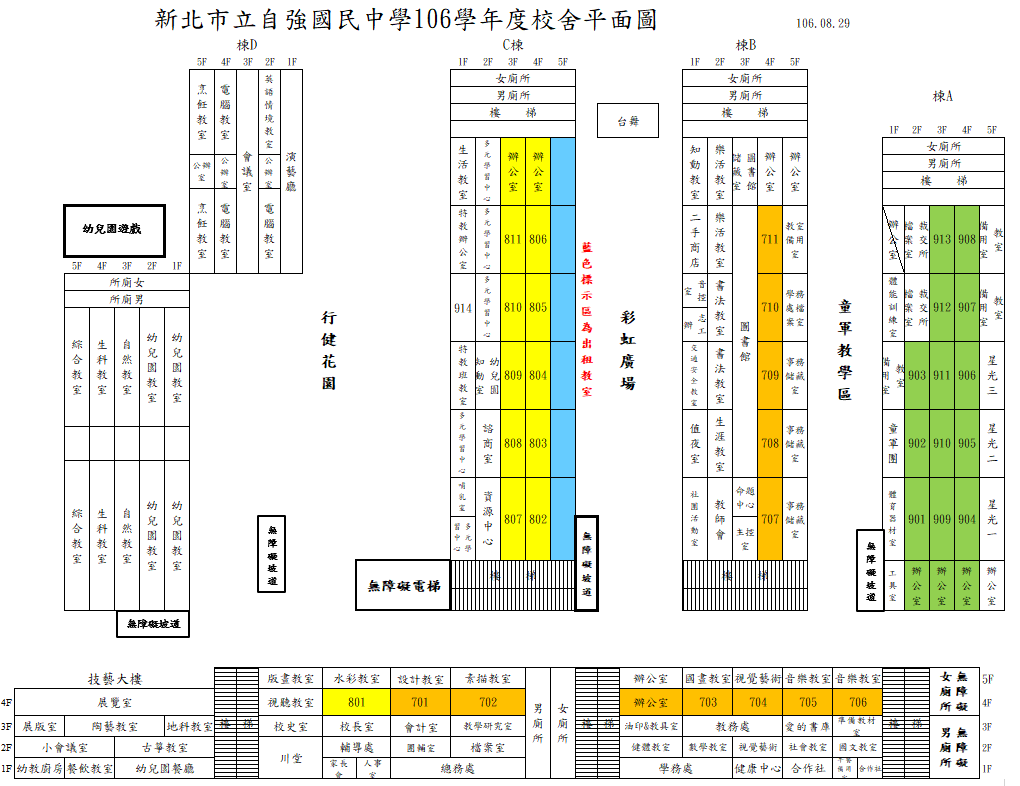
新北市立自強國民中學校舍圖

校區內主要共有5棟分別為5層樓高的建築，分別為A、B、C、D及E棟，由E棟連接其餘四棟建築物。
- A棟：主要為九年級教室。
- B棟：主要為八年級教室，3樓有圖書館。
- C棟：主要為七年級教室。
- D棟：主要為專科教室。一樓為附設幼兒園及演藝廳。
- E棟：本樓為校長室、教務處、總務處、輔導處、會計室、檔案室、健康中心等的所在建築物，並有部份七年級教室。
- 童軍教學區：位於A、B棟之間。
- 彩虹廣場：位於B、C棟之間。
- 行健花園：位於C、D棟之間。

## 交通

### 市區公車
- 自強國中站
  - 667（板橋－台北車站）
  - 藍17（五福新村－捷運永寧站）

### 新北市新巴士
- 自強國中站
  - F511（自強國中－捷運府中站）

## 歷任校長
1. 李豐章（1990年8月－1994年2月）
2. 劉武清（1994年2月－1998年8月）
3. 尤育士（1998年8月－2002年8月）
4. 柯武宏（2002年8月－2008年8月）
5. 李永旭（2008年8月－2012年8月）
6. 池旭臺（2012年8月－2020年8月）
7. 鄭建立（2020年8月——至今）[4]

## 學區
- 基本學區：明穗里、自強里、國光里、國華里、德穗里、民生里、冠穗里、瑞穗里18鄰。
- 自由學區：
  - 清穗里、明德里、壽德里。（自強國中、重慶國中）
  - 民有里、民享里、瑞穗里7-17 鄰。（自強國中、積穗國中）
  - 平和里、延壽里、延祿里、延吉里、安和里。（自強國中、清水高中國中部）
  - 瑞穗里1-6 鄰。（自強國中、積穗國中、清水高中國中部）

## 外部鏈結
- 新北市立自強國民中學官方網站 （页面存档备份，存于）
- 自強國中在Google Map上的位置